# Olax stricta
Olax stricta är en tvåhjärtbladig växtart som beskrevs av Robert Brown. Olax stricta ingår i släktet Olax och familjen Olacaceae. Inga underarter finns listade i Catalogue of Life.